# جوي سان نيكولا
جوي سان نيكولا (بالإنجليزية: Joey San Nicolas)‏ هو عمدة ومحامي وسياسي أمريكي، ولد في 12 أكتوبر 1973. انتخب عمدة.